# ミラージュG (航空機)
ミラージュG8
上がG8 01（複座）、下がG8 02（単座）
- 用途：迎撃機
- 製造者：ダッソー(Dassault-Breguet)社
- 運用者： フランス（フランス空軍）
- 初飛行：1971年5月8日
- 生産数：2機
- 運用状況：試作機のみ

ダッソー ミラージュG（Dassault Mirage G）は、フランスのダッソー社製の軍用機（試作機）である。

## 概要
1960年代にフランス国防省より可変翼機の開発を要請されたダッソーが開発したもので、ミラージュシリーズ唯一の可変翼機である。離着陸時はほぼ直線翼として、巡航時は平面形上は尾翼と一体化してデルタ翼にする（垂直方向としては離れている）と言う意味では、F-14の可変翼に共通性がある。
飛行試験では良好な結果が得られたものの、可変翼機ゆえに、独特の可動機構の複雑化、機体強度確保の必要性がともない、それらは重量や工数など諸コストの上昇を招いた。また、経済情勢の悪化もあり、計画はキャンセルされた。

## ミラージュⅢGとミラージュG
1964年、国防省が可変翼機の研究を求め、1965年6月、ダッソーの提案したミラージュⅢGの開発が始まった。同年10月、イギリス-フランス可変翼機（AFVG）計画で、英仏共同開発機にミラージュⅢGが提案され、ミラージュGとして開発されることとなった。
ミラージュGは、ミラージュF1のような機体構成の後退翼試験機ミラージュⅢF2を基にした複座の可変翼機で、エンジンはF-14トムキャットに採用されたプラット・アンド・ホイットニー TF30×1を搭載していた。ただし機体規模はミラージュF1よりも大きい。主翼は前縁後退角20度、55度、70度の3段階に変化した。
1967年11月18日に初飛行し、マッハ2.1の最大速度、F-8クルセイダーの倍の哨戒時間、短距離離着陸能力（離陸距離450m、着陸進入速度231.5km）など、可変翼採用による優れた飛行性能を実証した。しかし、初飛行に先立つ1967年7月に、フランスはAFVG計画から撤退していたので、1968年に開発が中止された。

## ミラージュG4
ミラージュGの成功を受けて、ミラージュG4が計画された。ミラージュG4は複座の長距離攻撃機で、長距離偵察や電子戦も行える機体とされた。最大速度はマッハ2.5、超音速（マッハ1.2）の低空侵入能力を持ち、核兵器（空中発射巡航ミサイル）や大量の通常兵器を搭載できることが求められた。
エンジンは、シャルル・ド・ゴール政権の自主外交路線により、アメリカへの依存を避けるため、性能の低下を甘受しながらもアメリカ製のP&W TF30×１から国産のスネクマ アター9K50×2に変更された。さらにそののち、TF30に迫るスペックを誇ったスネクマ M53×2への換装が予定されていた。
1968年5月に起こったパリのゼネストで国内経済が悪化したため、試作機が完成する前により簡素な迎撃機ミラージュG8の開発へと移行した。

## ミラージュG8
ミラージュG8は、ミラージュG4を簡素化した迎撃機である。コスト削減のため、迎撃戦闘機専任として単座化し、対地攻撃のための複雑で高価な電子機器を搭載することを諦めた。さらに、長距離攻撃には必要だが迎撃任務には必ずしも重視されない航続性能を妥協した。
エンジンは、量産型ではM53×2を予定していたが、試作機はアター9K50のままで製作された。1971年5月8日に試作1号機（G8 01）が初飛行し、1973年に試作2号機（G8 02）が、当時のヨーロッパでは最速となるマッハ2.34を記録した。しかし、可変翼機構の複雑さによるコストの高騰や第一次オイルショックによる経済情勢の悪化のため、ついに計画は中止された。

## 影響
本機の開発遅延により、フランス空軍はピンチヒッター的存在であったミラージュF1を主力戦闘機として採用する事を余儀なくされ、本命の次期主力戦闘機としてミラージュ2000の開発を急ぐ事になる。ミラージュ2000は、本来は本機のために開発されたスネクマ M53エンジン単発として流用するなどして、開発期間の短縮に努めた。
なお、ダッソー社は双発の大型戦闘機開発計画に未練を残しており、M53エンジン2基をパワープラントとするミラージュ4000を改めて開発した。本機のみならず世界各国で問題となった可変翼の採用をとりやめ、よりシンプルなカナード付き固定デルタ翼形式とした。しかし、フランス空軍の採用はなく、イラクやサウジアラビアを想定した輸出計画も頓挫した。

## 派生型
ミラージュⅢG/ミラージュG
TF30を一基搭載。複座型
ミラージュG4
スネクマ アター9K50を二基搭載。複座型。
ミラージュG8
G4を簡素化した迎撃機。単座型。

## スペック（ミラージュG8）
- 乗員: 1名
- 全長: 18.80 m
- 全高: 5.35 m

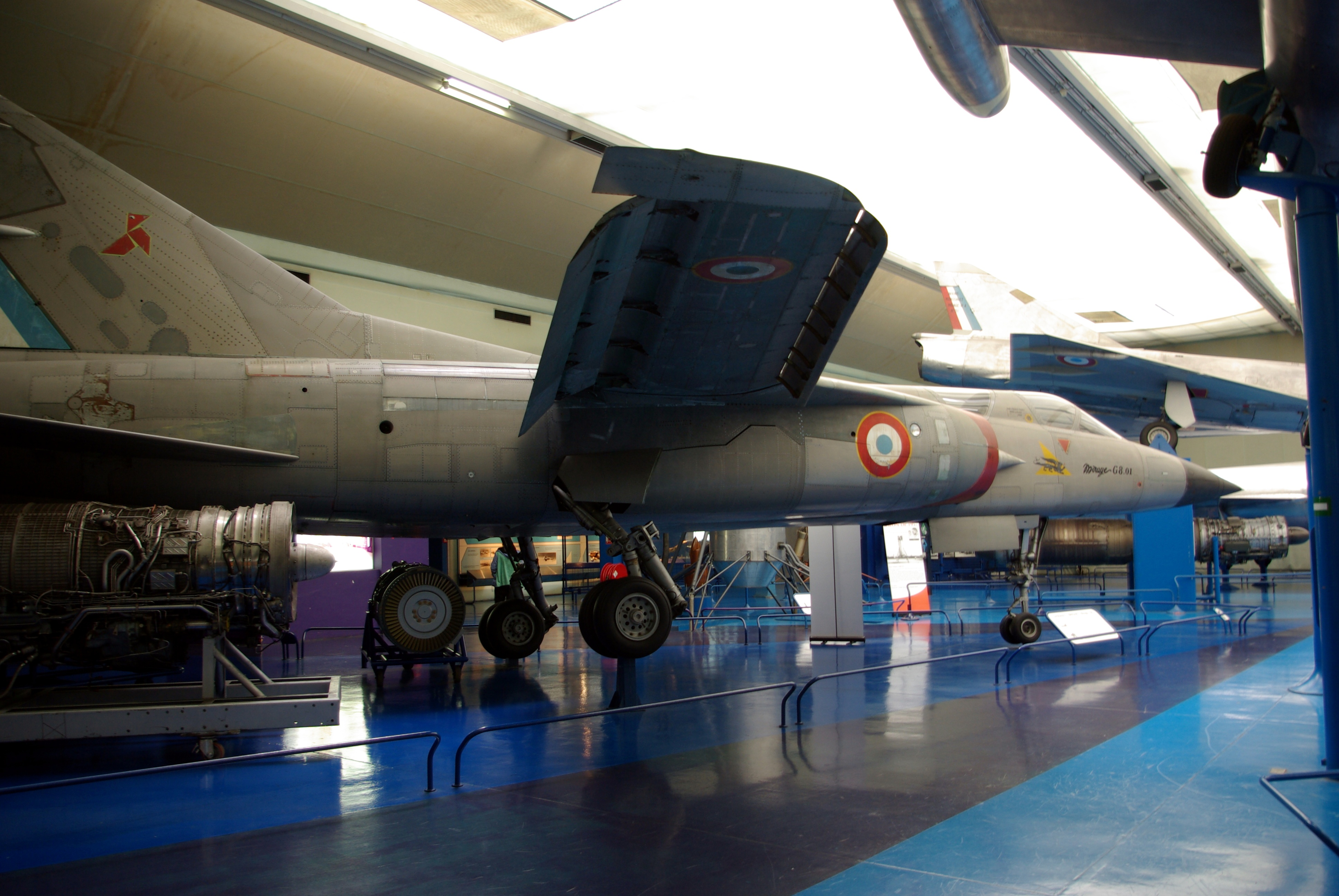
ミラージュG8 01

- 全幅: 全開時: 15.40 m、 収納時: 8.70 m
- 翼面積: 37.00m2
- 空虚重量: 13,740kg
- 最大離陸重量: 23,800kg
- エンジン: スネクマ アター9K50×2
  - 推力: 70.1 kN (7,200kg) ×2
- 最大速度: マッハ2.2
- 上昇限度: 18,500m